# Envoltorio sagrado
El Envoltorio Sagrado, Envoltorio de la Magestad o Tzite' se refiere a una bolsa con 260 semillas del Palo de Pito Erythrina berteroana , que se usa en rituales adivinatorios por los Ajq'ij o guías espirituales del pueblo Maya de Guatemala. La primera referencia escrita se encuentra en el Popol Vuh; y es tan importante su consulta que inclusive Los Creadores y Formadores hicieron la ceremonia de adivinación o consultaron primero para poder crear en una tercera génesis, a los primeros seres humanos con las semillas del Maíz.
El Tzite' es entregado al nuevo Ajq'ij al completar 20 Xukulem o Ceremonias Mayas en un ciclo del Tzolkin, Cholq'ij (en K'iche') o calendario lunar de 260 días.
Este es entregado al nuevo Ajq'ij en una día llamado Wajxaqib’ B'atz (8 monos/hilo de vida).